# Шахово (Курская область)
Ша́хово — село в Фатежском районе Курской области. Входит в состав Солдатского сельсовета.

## География
Расположено на высоком правом берегу реки Усожи в 11 км к западу от Фатежа. Высота над уровнем моря — 185 м. К северу от села расположены 2 лесных массива — урочища Роща и Диопик. Ближайшие населённые пункты — хутора Нагорный и Соловьёвка, деревня Болонино.
Климат
Шахово, как и весь район, расположено в поясе умеренно континентального климата с тёплым летом и относительно тёплой зимой (Dfb в классификации Кёппена).
Часовой пояс
Село Шахово, как и вся Курская область, находится в часовой зоне МСК (московское время). Смещение применяемого времени относительно UTC составляет +3:00.

## История
Получило название от фамилии первозаимщиков — детей боярских Шаховых. Земли по реке Усоже активно раздавались служилым людям в царствование Михаила Фёдоровича Романова (1613—1645). Наиболее раннее упоминание о деревне Шахово содержится в Отказной книге Усожского стана Курского уезда 1636 года.
В 1642 году упоминается в Курской отказной книге как деревня Шахово на Бродном Колодезе в Усожском стане Курского уезда. В том году часть деревни вместе с окрестными угодьями была пожалована курянину, сыну боярскому Клименту Осипову сыну Шахову. Новое поместье Климента Шахова расположилось по соседству с уже существующим имением его брата, Петра Осипова сына Шахова и Якова Звягинцева. При выделении Клименту Шахову земли присутствовал ещё один представитель этой фамилии — местный землевладелец, сын боярский Сергей Иванов сын Шахов. Можно предположить, что Пётр Осипович и Сергей Иванович Шаховы основали деревню Шахово незадолго до описываемых событий.
Ближе к концу XVII века в Шахово был построен православный храм, освящённый в честь Рождества Пресвятой Богородицы. К приходу церкви, помимо жителей села, было приписано население соседних деревень — Жданова, Клюшникова и Фатьяновки. В Государственном архиве Курской области сохранились метрические книги Рождество-Богородичной церкви с 1782 по 1915 годы.
До 1779 года село входило в состав Усожского стана Курского уезда, затем вошло в состав новообразованного Фатежского уезда. На протяжении XVIII—XIX веков население села почти полностью состояло из однодворцев (затем переведённых в разряд государственных крестьян). Так, в 1783 году в Шахово проживало 235 человек, все являлись однодворцами. 
По данным 7-й ревизии 1815 года в селе было 69 дворов, проживало 565 человек (258 мужчин и 307 женщин).
В 1835 году село стало административным центром Шаховской волости, впоследствии упразднённой. К моменту отмены крепостного права в 1861 году население села продолжало быть почти полностью однодворческим. Владельческих крестьян на тот момент здесь было только 6 человек, все они принадлежали поручику Иосафу Степановичу Шеншину. В то время Шахово входило в состав Рождественской волости. В 1862 году в селе было 56 дворов, проживало 593 человека (293 мужского пола и 300 женского). В 1877 году в Шахово было уже 130 дворов, проживало 717 человек, действовала школа. К этому времени село было передано в состав Дмитриевской волости. В 1880-х годах отмечалось, что Шаховская школа, несмотря на 2 печи, выходящие в класс, очень холодна. По состоянию на 1885 год село состояло из 2-х общин, здесь проживало 716 человек. В 1908 году в Шахово была открыта новая школа. К 1927 году здесь действовали уже 2 школы.
В советское время Шахово вошло в состав Солдатского сельсовета Фатежского района. В 1937 году здесь было 124 двора. Во время Великой Отечественной войны, с октября 1941 года по февраль 1943 года, Шахово находилось в зоне немецко-фашистской оккупации. По состоянию на 1955 год в селе находился центр колхоза «Парижская Коммуна».

## Население
| 1862 | 1905 | 1979 | 1989 | 2002 | 2010 |
| ---- | ---- | ---- | ---- | ---- | ---- |
| 593  | ↗616 | ↘135 | ↘83  | ↘45  | ↘18  |

В 1900 году в селе проживало 811 человек (362 мужского пола и 449 женского).
В 1883 году: 716 человек.

## Инфраструктура
Личное подсобное хозяйство. В селе 33 дома.

## Транспорт
Шахово находится в 8 км от автодороги федерального значения М2 «Крым» (Москва — Тула — Орёл — Курск — Белгород — граница с Украиной) как часть европейского маршрута E105, в 3 км от автодороги регионального значения 38К-038 (Фатеж — Дмитриев), в 2 км от автодороги межмуниципального значения 38Н-679 (38К-038 — Солдатское — Шуклино), в 26 км от ближайшего ж/д остановочного пункта 29 км (линия Арбузово — Лужки-Орловские).
В 168 км от аэропорта имени В. Г. Шухова (недалеко от Белгорода).